# 844
844 (DCCCXLIV) fue un año bisiesto comenzado en martes del calendario juliano, en vigor en aquella fecha.

## Acontecimientos
- Sucesión del papa Sergio II (844 - 847)
- Rhodri Mawr ('el grande') se convierte en rey de Gwynedd
- 15 de junio: Luis II el Joven es coronado emperador del Imperio Carolingio
- Dorestad es atacada por los vikingos
- Gijón, La Coruña, Cádiz y Sevilla son atacadas por los vikingos, siendo esta última ciudad arrasada por un gran incendio.
- 25 de septiembre - 11 o 17 de noviembre: Ataque vikingo a Sevilla: Los vikingos llegan a Sevilla por el Guadalquivir, tomando la ciudad el 1 o 3 de octubre y saqueando pero son expulsados por fuerzas del Emirato de Córdoba.
- Asturias - Batalla de Clavijo, origen del Voto de Santiago. Primera invasión normanda de Galicia.
- Nacimiento del Señorío del Solar de Tejada a favor del conde don Sancho Fernández de Tejada, señor de la Casa Cadina, Maestre de Campo y General en la legendaria Batalla de Clavijo.

## Nacimientos
- Al-Mundir, emir independiente de Córdoba.

## Fallecimientos
- 11 de enero - Miguel I Rangabé, emperador del Imperio bizantino
- 25 de enero - El papa Gregorio IV
- Merfyn Frych - rey de Gwynedd (en Gales)
- Hugo (hijo de Carlomagno)